# Pseudogyrtona
Pseudogyrtona là một chi bướm đêm thuộc họ Erebidae.

## Loài
- Pseudogyrtona fulvana Bethune-Baker, 1908
- Pseudogyrtona perversa Walker, 1862